# Strada Diritta (Damasco)

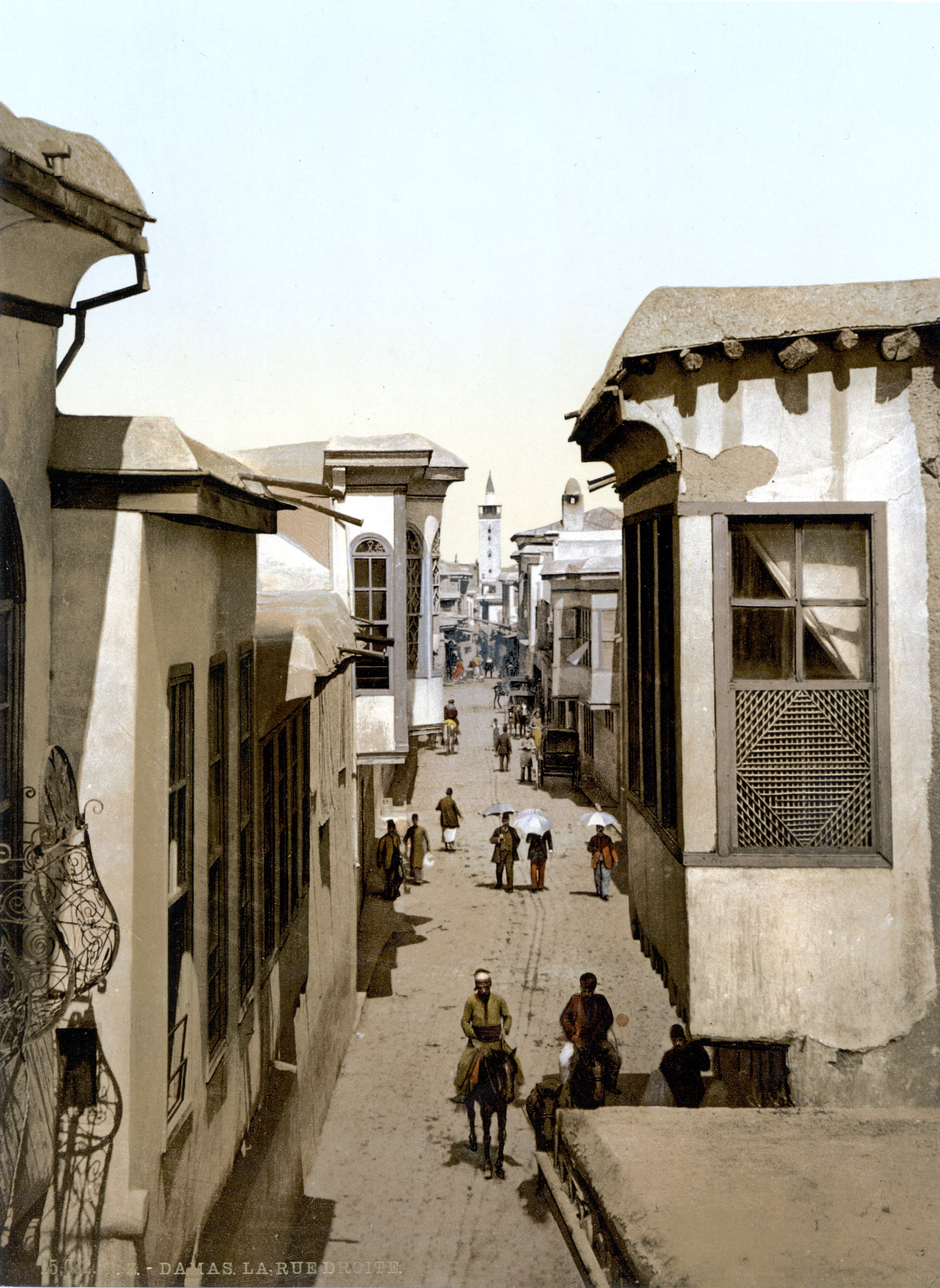
La Strada Diritta di Damasco c. 1900

La Strada Diritta (in latino Via Recta, in arabo الشارع المستقيم‎? Al-Shāri' al-Mustaqīm), conosciuta come la strada chiamata Diritta (in greco τήν ῥύμην τήν καλουμένην εὐθείαν?) nel Nuovo Testamento, è l'antico decumanus maximus, la principale strada romana, di Damasco, in Siria. Corre da est a ovest attraverso la città vecchia. Secondo gli Atti degli Apostoli (9,11), l'apostolo Paolo soggiornò in una casa nella Strada Diritta.

## Storia
Secondo la Bibbia di re Giacomo inglese:
(Bibbia di re Giacomo)
Durante il periodo greco a Damasco, la città fu ridisegnata da Ippodamo, che le diede una struttura a griglia. La più lunga di queste strade, 1.500 metri, si chiamava Strada Diritta.
La Cattedrale Mariamita di Damasco fu costruita sulla Strada Diritta nel II secolo e da allora è stata ricostruita più volte. Attualmente serve come sede della Chiesa greco-ortodossa di Antiochia.
La metà occidentale della strada, incluso il Midhat Pasha souq, è ora chiamata "Via Midhat Pasha" e inizia dalla porta Bab al-Jabiyah, mentre la metà orientale, che conduce alla porta Bab Sharqi, è chiamata "Via Bab Sharqi".

## Galleria d'immagini

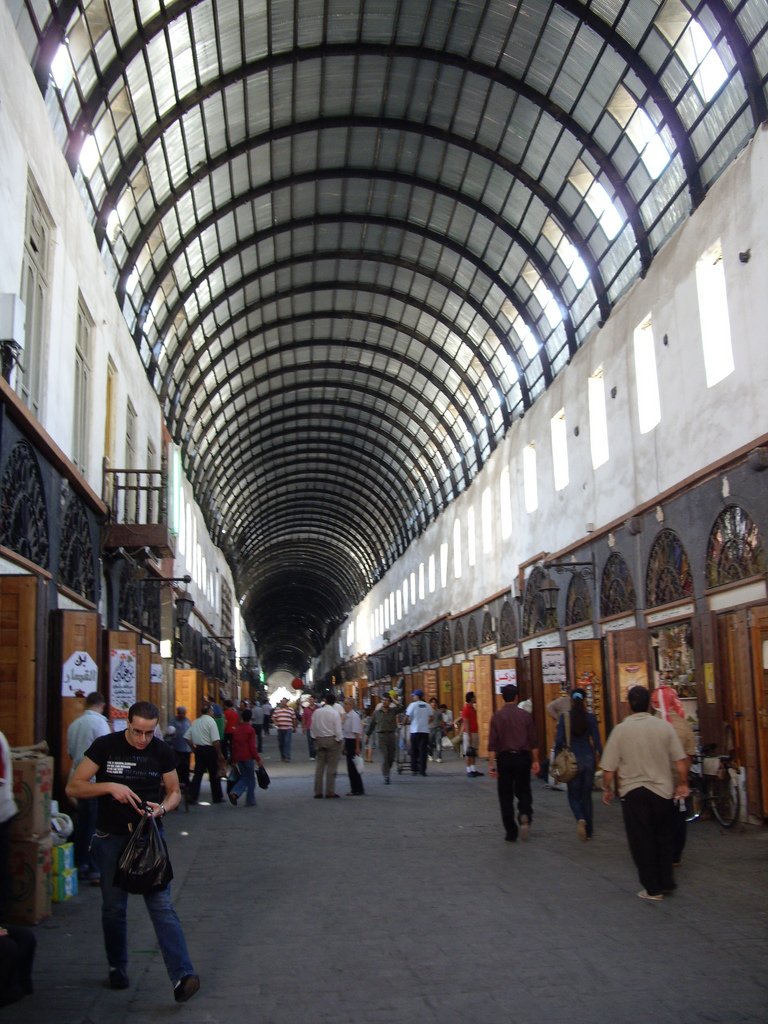
Midhat Pasha souq
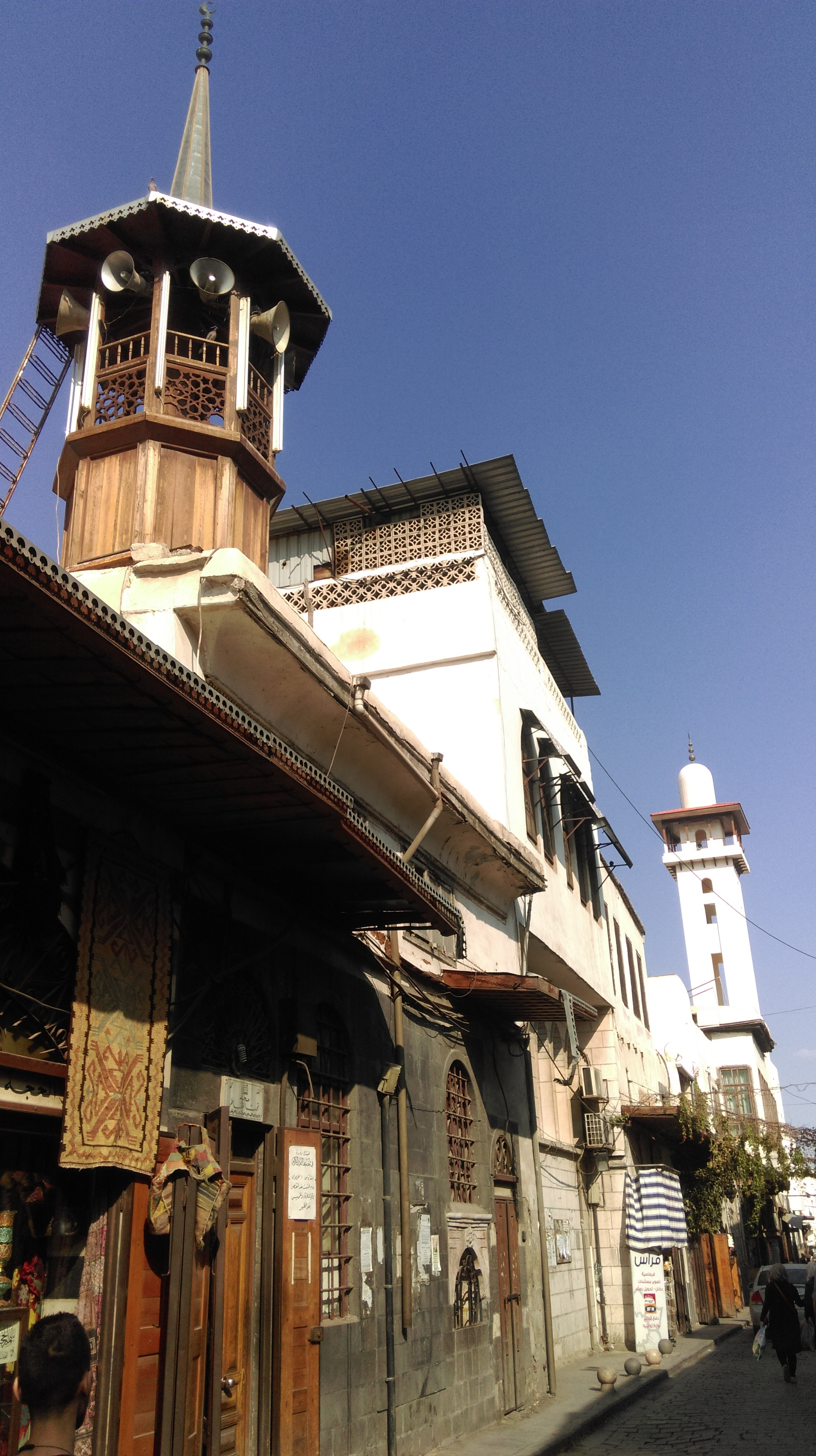
Via Midhat Pasha
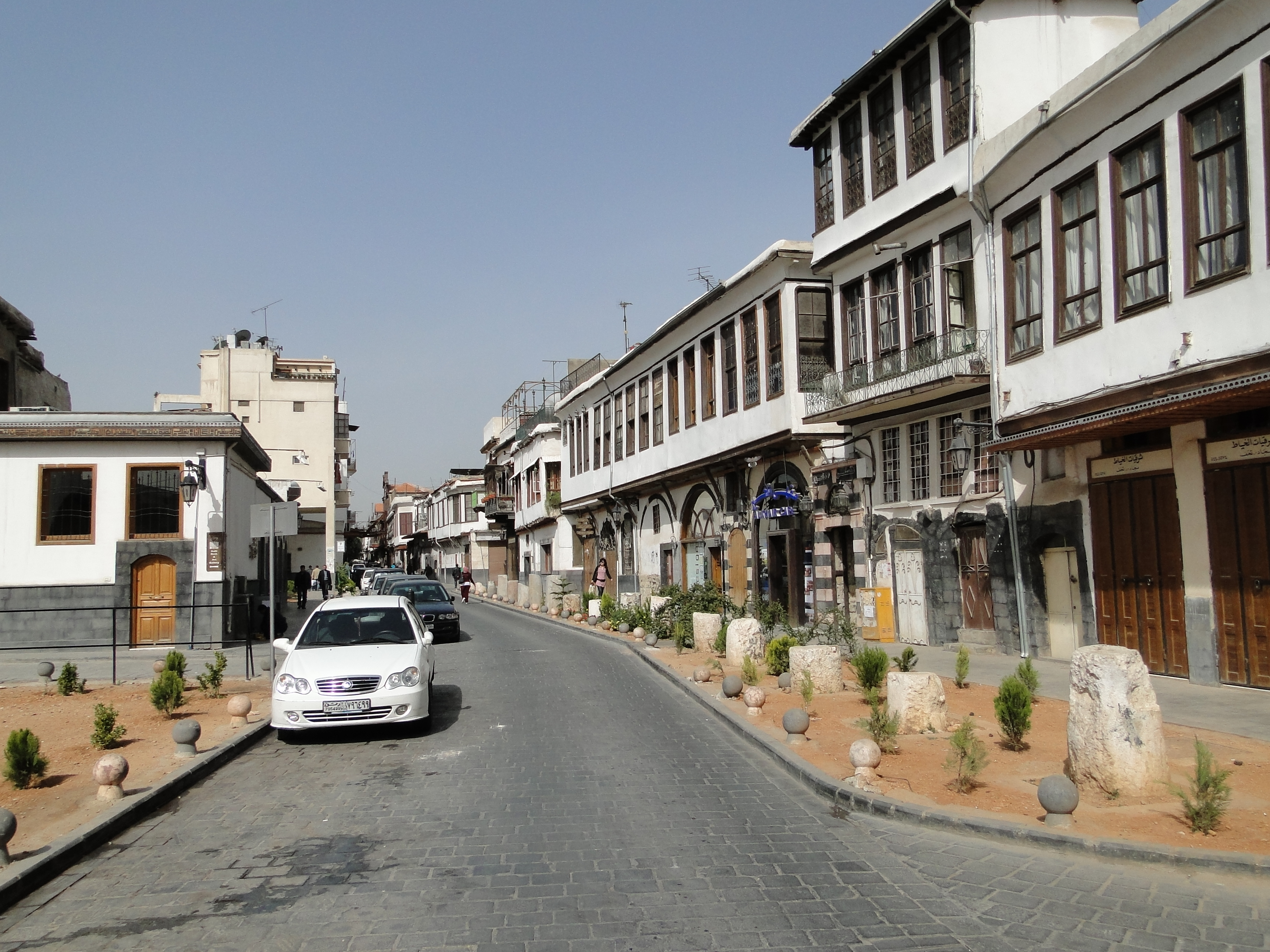
Via Bab Sharqi
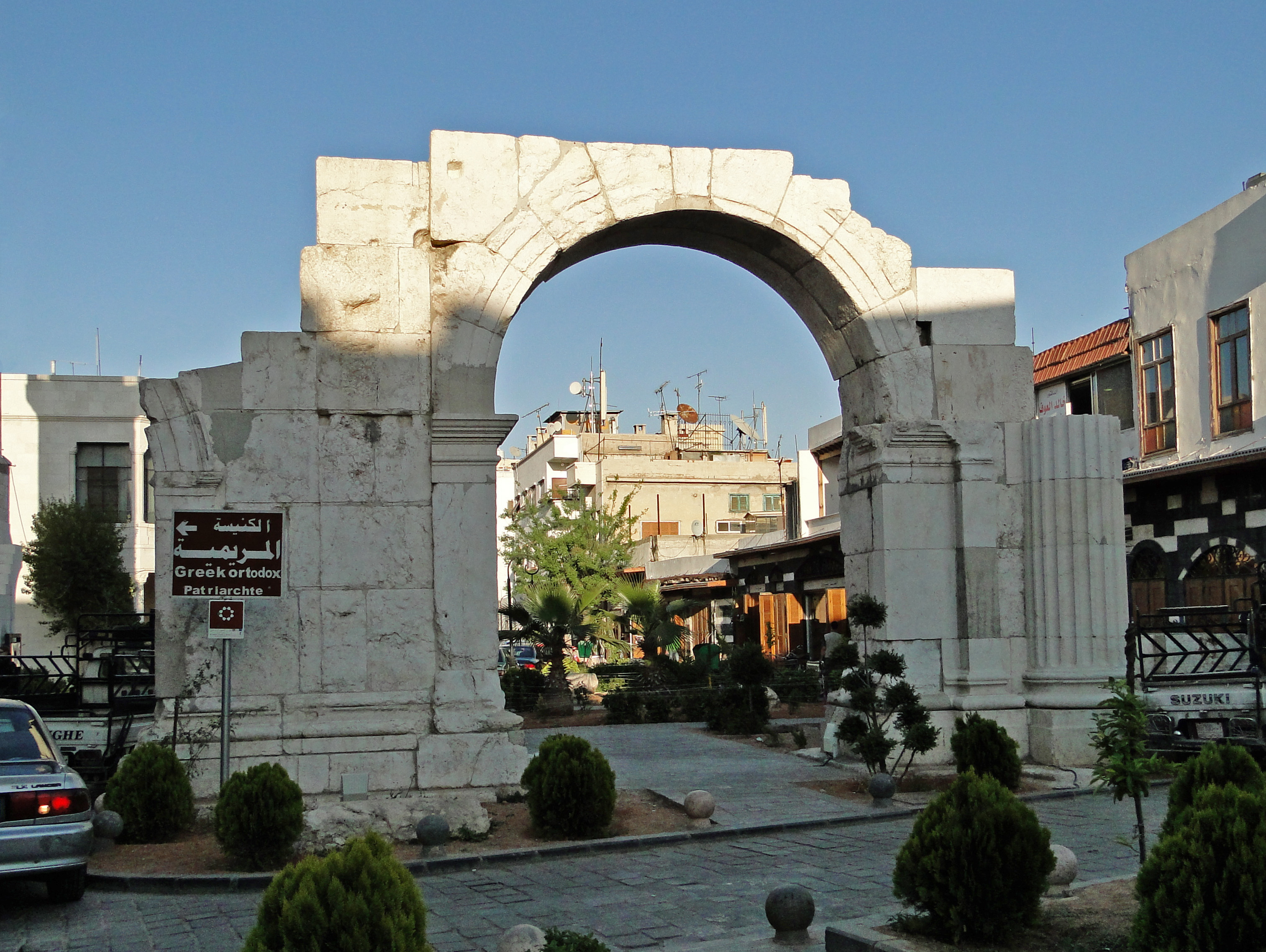
Arco trionfale romano sulla Strada Diritta di Damasco
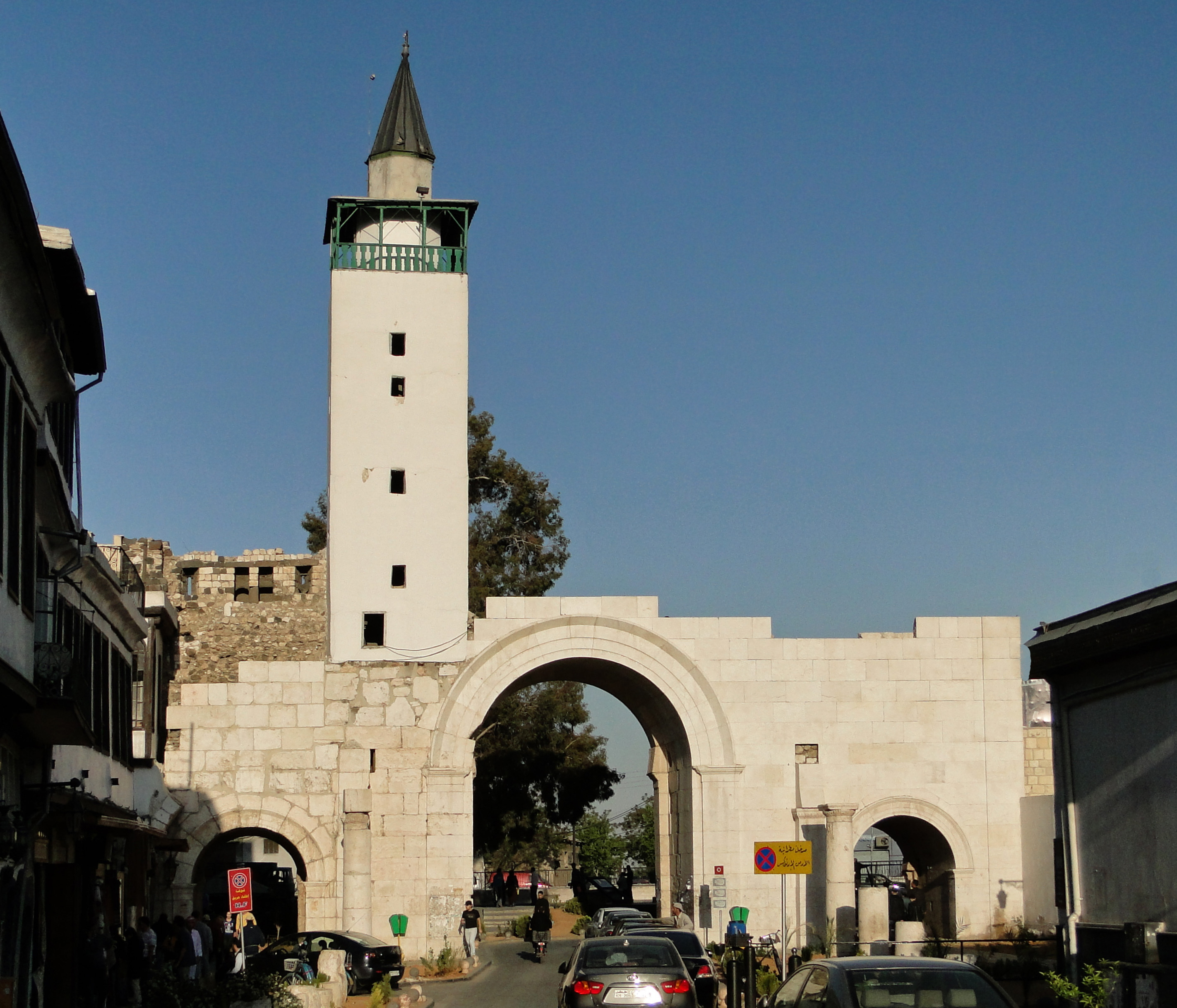
Bab Sharqi